# Uranoscopus sulphureus
Uranoscopus sulphureus är en fiskart som beskrevs av Achille Valenciennes 1832. Uranoscopus sulphureus ingår i släktet Uranoscopus och familjen Uranoscopidae. Inga underarter finns listade i Catalogue of Life.